# Улица Святослава Караванского
Улица Святослава Караванского — улица Одессы, в историческом центре города, от Канатной до Преображенской улицы.

## История
Одна из старейших улиц города, считается, что заложена ещё де Рибасом, в 1795—1797 годах. Впервые упоминается в 1808 году в документах о развитии почтовых домов Херсонской губернии. В 1812 году дом Бржезовского, расположенный на пересечении с Екатерининской улицей (на месте современного здания Укртелекома, д. 33), был выкуплен для Одесской почтовой конторы. По этой конторе улица получила своё первое название — Почтовая, — под которым обозначена на карте города 1826 г.
В 1822—1824 годах по проекту знаменитого одесского инженера Жюста Гаюи при пересечении Почтовой улицы Карантинной балкой был сооружён Новиков мост (по имени владельца одесского канатного завода купца Новикова). Это самый старый каменный мост Одессы.
В 1902 году к 50-й годовщине со дня смерти русского поэта Василия Жуковского (1783—1852) улица получила название в его честь. В рамках деколонизации 26 июля 2024 года распоряжением начальника Одесской областной военной администрации переименована в улицу Святослава Караванского, в честь украинского поэта и журналиста С. Караванского.

## Достопримечательности
- д. 18/20 — Бродская синагога;
- д. 27 — доходный дом А. А. Залужного. В нём в 1889, 1890 и 1893 годах во время посещения Одессы останавливалась поэтесса Леся Украинка, в память о чём на стене здания установлена мемориальная доска[2];Усадьба Параскева

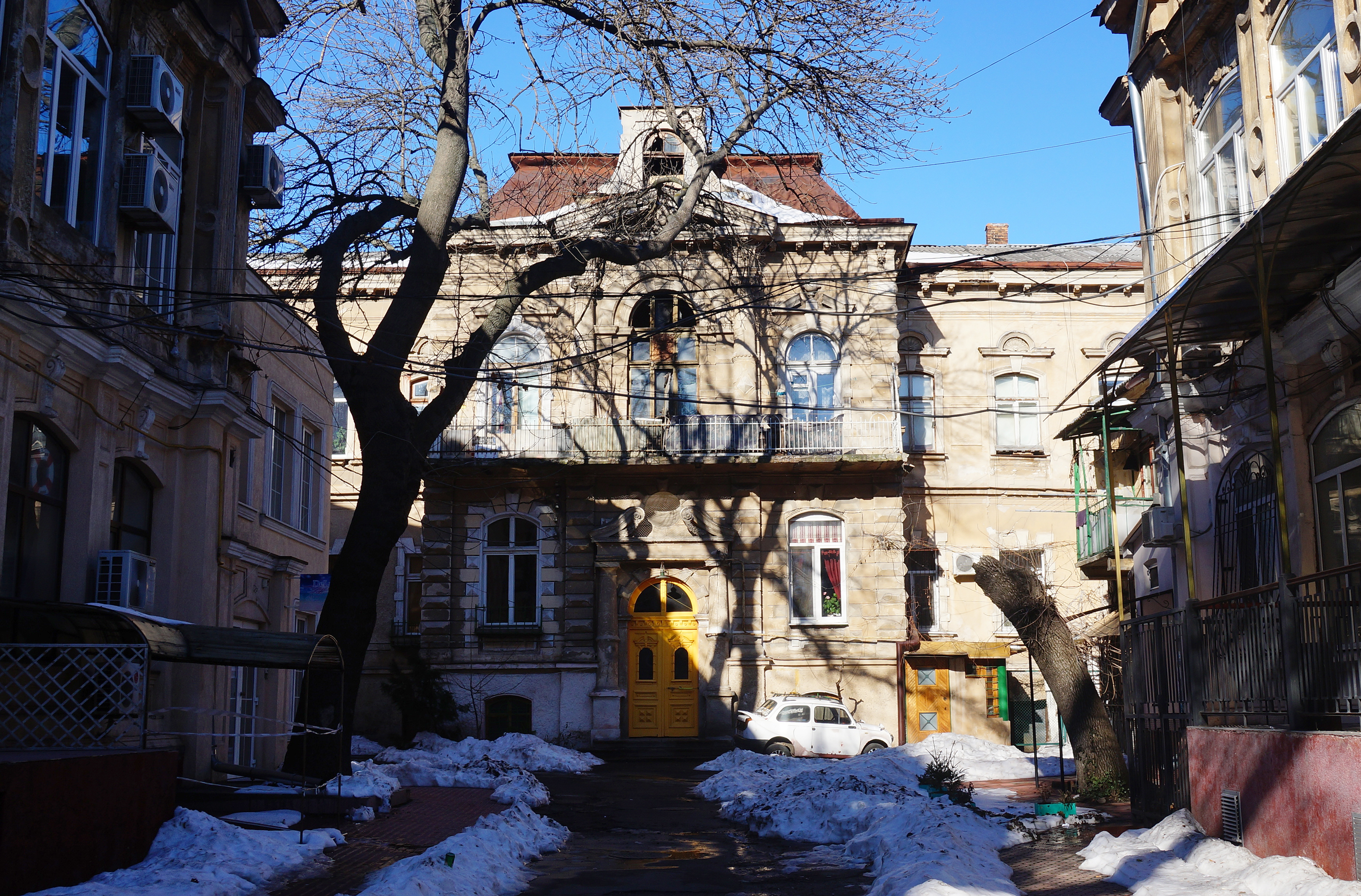
Усадьба Параскева

- д. 32 — усадьба Параскева[3][4], принадлежавшая купеческому семейству греческого происхождения.